# Gand-Wevelgem 1995
La 57e édition de Gand-Wevelgem a eu lieu le 5 avril 1995. Elle a été remportée par le Danois Lars Michaelsen (Festina-Lotus), il est suivi dans le même temps par l'Italien Maurizio Fondriest (Lampre-Panaria) et à neuf secondes par le Belge Luc Roosen (Vlaanderen 2002).

## Classement final
La course a été remportée par le Danois Lars Michaelsen (Festina-Lotus).
| \| Classement général \| Classement général \| Classement général \| Classement général \| Classement général \| \| Coureur \| Coureur \| Pays \| Équipe \| Temps \| \| ------------------ \| ------------------ \| ------------------ \| ---------------------------- \| ------------------ \| \| 1er \| Lars Michaelsen \| Danemark \| Festina-Lotus \| 4 h 56 min 00 s \| \| 2e \| Maurizio Fondriest \| Italie \| Lampre-Panaria \| + 0 s \| \| 3e \| Luc Roosen \| Belgique \| Vlaanderen 2002 \| + 9 s \| \| 4e \| Mario Cipollini \| Italie \| Mercatone Uno-Saeco \| + 17 s \| \| 5e \| Giovanni Lombardi \| Italie \| Polti-Granarolo-Santini \| + 17 s \| \| 6e \| Zbigniew Spruch \| Pologne \| Lampre-Panaria \| + 17 s \| \| 7e \| Wilfried Nelissen \| Belgique \| Lotto-Isoglass \| + 17 s \| \| 8e \| Erik Zabel \| Allemagne \| Deutsche Telekom-Merckx-Audi \| + 17 s \| \| 9e \| Stefano Zanatta \| Italie \| Aki-Gipiemme \| + 17 s \| \| 10e \| Marco Serpellini \| Italie \| Lampre-Panaria \| + 17 s \| |                    |           |                              |                 |
| |                    |           |                              |                 |
| Sources : ProCyclingStats Cycling Archives |                    |           |                              |                 |
| Classement général |                    |           |                              |                 |
| Coureur | Coureur            | Pays      | Équipe                       | Temps           |
| 1er | Lars Michaelsen    | Danemark  | Festina-Lotus                | 4 h 56 min 00 s |
| 2e | Maurizio Fondriest | Italie    | Lampre-Panaria               | + 0 s           |
| 3e | Luc Roosen         | Belgique  | Vlaanderen 2002              | + 9 s           |
| 4e | Mario Cipollini    | Italie    | Mercatone Uno-Saeco          | + 17 s          |
| 5e | Giovanni Lombardi  | Italie    | Polti-Granarolo-Santini      | + 17 s          |
| 6e | Zbigniew Spruch    | Pologne   | Lampre-Panaria               | + 17 s          |
| 7e | Wilfried Nelissen  | Belgique  | Lotto-Isoglass               | + 17 s          |
| 8e | Erik Zabel         | Allemagne | Deutsche Telekom-Merckx-Audi | + 17 s          |
| 9e | Stefano Zanatta    | Italie    | Aki-Gipiemme                 | + 17 s          |
| 10e | Marco Serpellini   | Italie    | Lampre-Panaria               | + 17 s          |